# Алтенрит
Алтенрит (њем. Altenriet) општина је у њемачкој савезној држави Баден-Виртемберг. Једно је од 44 општинска средишта округа Еслинген. Према процјени из 2010. у општини је живјело 1.947 становника. Посједује регионалну шифру (AGS) 8116006.

## Географија
Алтенрит се налази у савезној држави Баден-Виртемберг у округу Еслинген. Општина се налази на надморској висини од 403 метра. Површина општине износи 3,4 km².

## Становништво
У самом мјесту је, према процјени из 2010. године, живјело 1.947 становника. Просјечна густина становништва износи 581 становника/km².